# 库尔朗东
库尔朗东（法語：Courlandon，法語發音：[kuʁlɑ̃dɔ̃]）是法国马恩省的一个市镇，位于该省西北部，属于兰斯区。

## 地理
库尔朗东（49°18'49"N, 3°44'6"E）面积3.4 平方千米，位于法国大東部大區马恩省，该省份为法国东北部内陆省份，北起阿登省，西北接埃纳省，西南接塞纳-马恩省，南至奥布省，东南接上马恩省，东临默兹省。
与库尔朗东接壤的市镇（或旧市镇、城区）包括：巴略莱菲姆、韦勒河畔布勒伊、菲姆、马尼厄、罗曼。

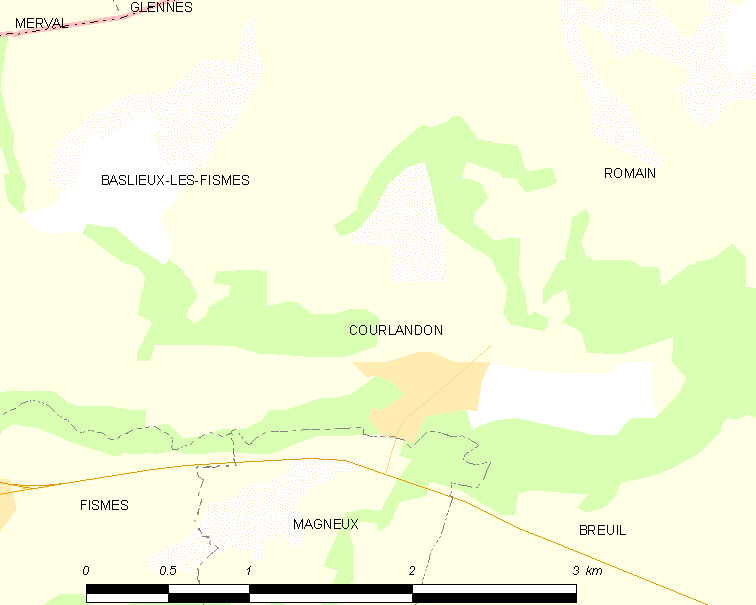
库尔朗东的OSM定位图

库尔朗东的时区为UTC+01:00、UTC+02:00（夏令时）。

## 行政
库尔朗东的邮政编码为51170，INSEE市镇编码为51187。

## 政治
库尔朗东所属的省级选区为菲姆-兰斯山县。

## 人口

1962-2008年间库尔朗东人口变化图示

库尔朗东于2022年1月1日时的人口数量为302人。